# 火石山
火石山（かせきさん）は台湾の雪山山脈に位置し、苗栗県泰安郷と台中市和平区にまたがる孤峰。標高は3,310m。

## 概要
火石山は雪山西峰と頭鷹山のほぼ中間、台湾百岳の中で50位だった。頂上部には、三等三角点が設置されている。